# Amy Bengtsson
Amy Bengtsson (f. 8. juli 1934) var en dansk atlet medlem af Amager IF som 1957 vandt det danske mesterskab i længdespring.

## Danske mesterskaber
- Guld 1957 Længdespring 5,07